# フレデリック・ラモンド
フレデリック・アーチボールド・ラモンド（Frederic Archibald Lamond、1868年1月28日 - 1948年2月21日）は、イギリス出身のピアニスト、作曲家。
グラスゴーの聖歌隊の指揮者の家に生まれる。オルガン奏者として活動していた兄デヴィッドから音楽の手ほどきを受け、12歳の頃には地元の教会のオルガニストを任されるほどになった。14歳の時にフランクフルトのホーホ音楽院に留学し、マックス・シュヴァルツにピアノ、アントン・ウルスプルッフに作曲を学んだ。また、シュヴァルツの伝手でハンス・フォン・ビューローの教えも受け、1885年にベルリンでピアニストとしてデビューを果たしたが、ビューローの勧めにより、ヴァイマルのフランツ・リストの門弟となった。リストの存命中からウィーン、ロンドンや故郷のグラスゴーなどで演奏活動を活発に行い、晩年のリストも聴衆としてラモンドのリサイタルに臨席している。1888年にはサンクトペテルブルクを訪問してアントン・ルビンシテインとともにリサイタルを開き、1896年にも再訪して世界的な名声を固めていった。1902年にはアメリカに演奏旅行に行き、カーネギー・ホールでボストン交響楽団とベートーヴェンのピアノ協奏曲第５番を演奏して成功を収めている。1904年には女優のイレーネ・トリッシュと結婚してベルリンに居を構えた。1917年にはハーグ王立音楽院のピアノ科教授に就任し、1920年代にアメリカに再訪した時にはイーストマン音楽学校でも教鞭をとっている。1935年には南アメリカの演奏旅行を成功させ、ゾンダースハウゼンの音楽院でもマスター・クラスを受け持つなど八面六臂の活躍をしたが、1938年にナチスの脅威によりイギリスに戻り、グラスゴーの音楽学校の教師となった。
スターリングにて死去。